# Kättingflygare

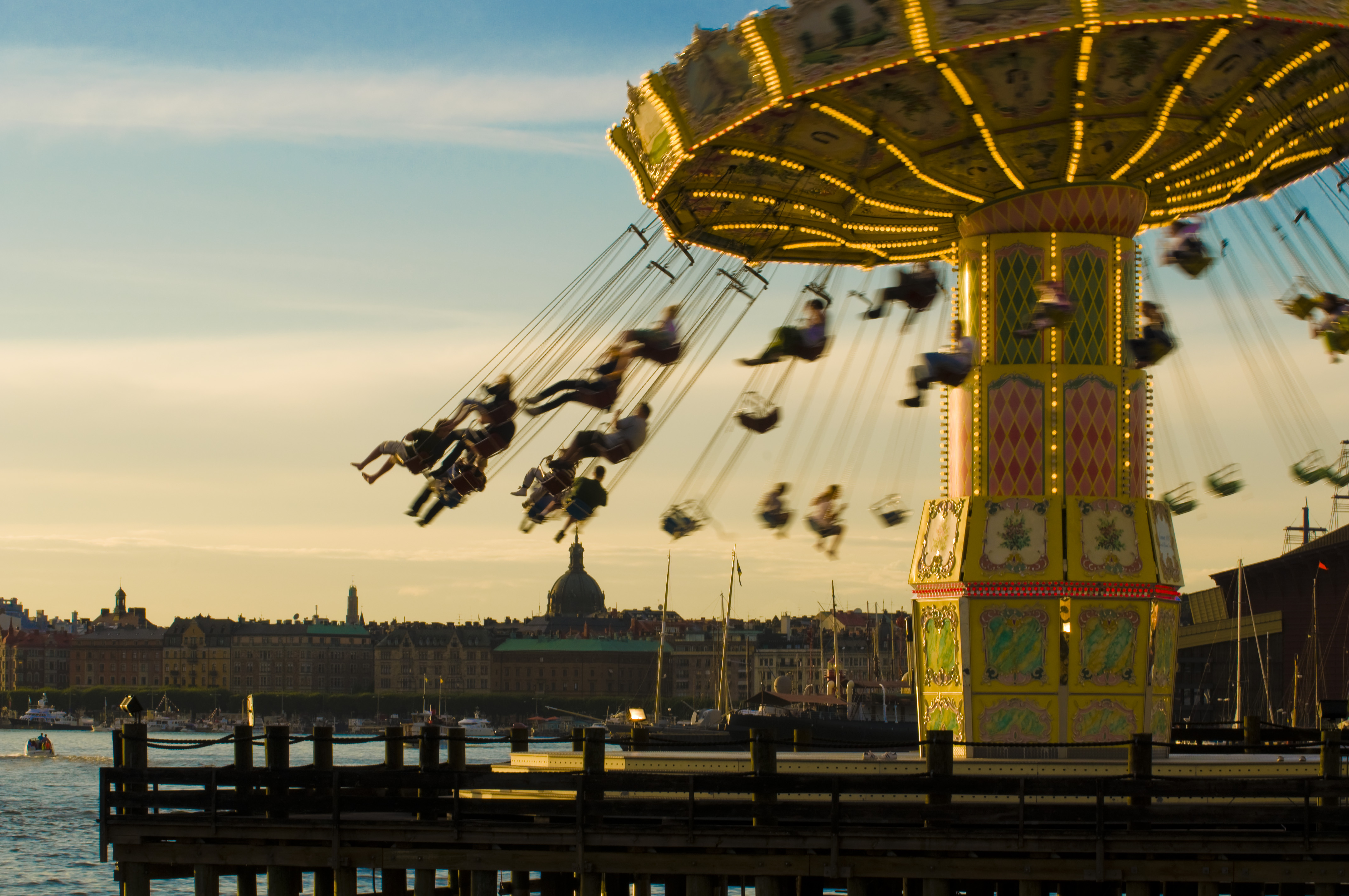
Kättingflygaren på Gröna Lund.

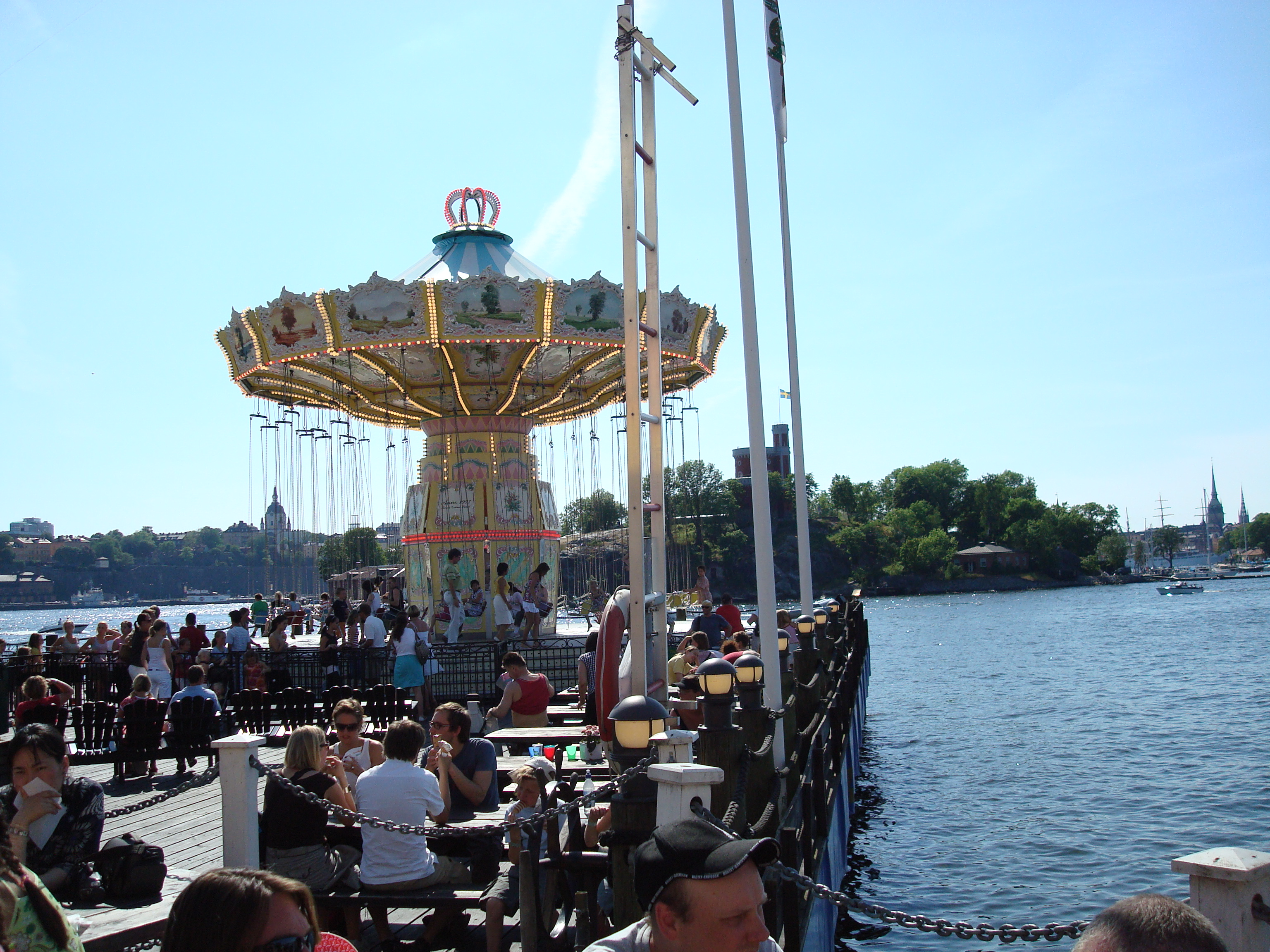
Kättingflygaren är Gröna Lunds slänggunga

En kättingflygare eller slänggunga är en åkattraktion på nöjesfält där man sitter i en gunga som lyfter och rör sig i en vågrät cirkelformation.

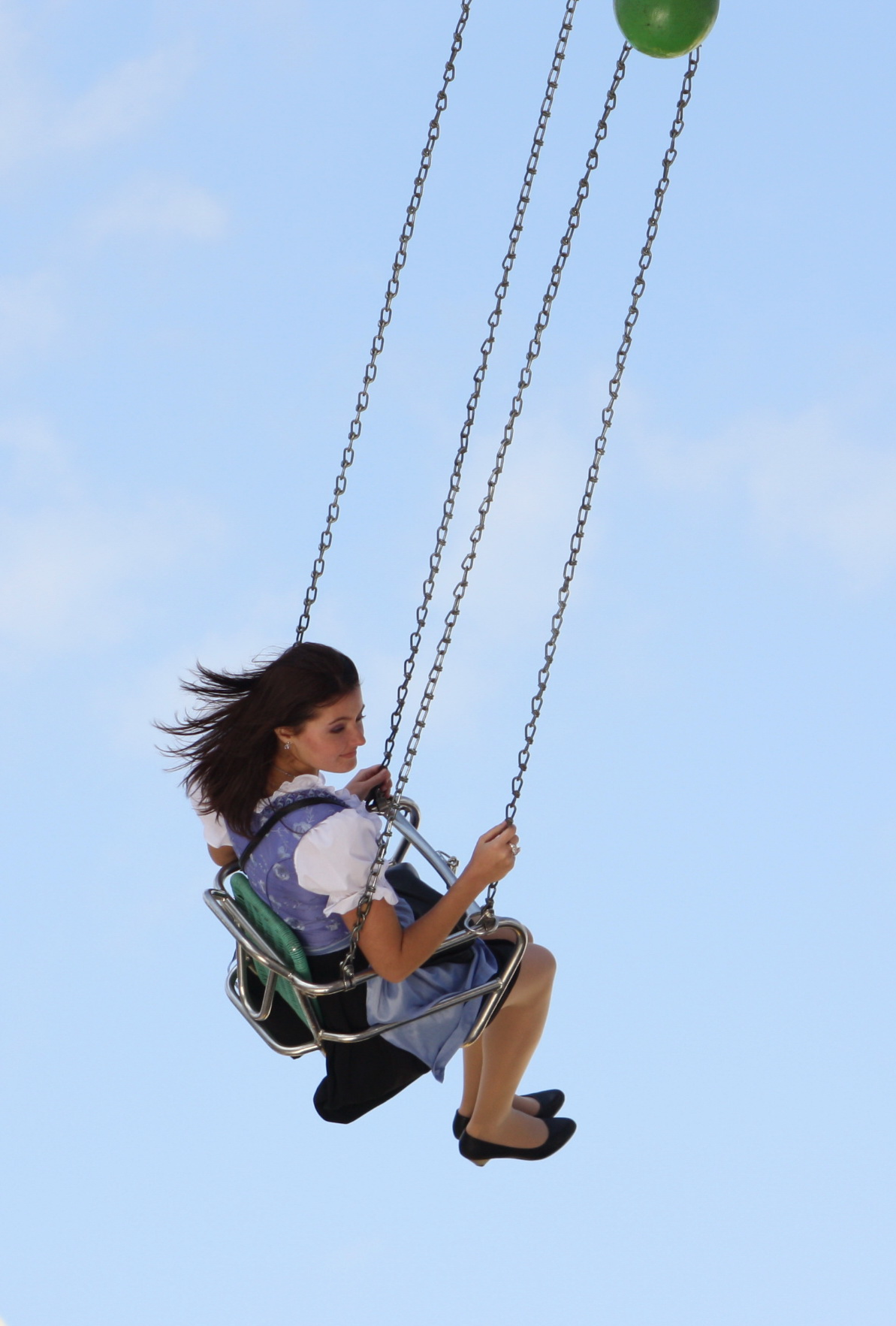

## Sverige
På Gröna Lund kostar kättingflygaren två åkkuponger att åka, alternativt gratis med åkband. Med kättingflygaren åker man över delar av Saltsjön i Stockholm, och ser, om man har tur, till exempel Katarinahissen. År 2013 invigdes Eclipse, som är 121 meter hög och är därmed världens högsta slänggunga av sitt slag.
På Liseberg i Göteborg ligger Slänggungan vid restaurang Tyrolen. Attraktionen var tidigare placerad i det så kallade Cirkusområdet på Liseberg, men flyttades inför säsongen 2006 då Lilla Lots tog dess plats. Premiäråket gjordes 1989.

## Danmark
Himmelskibet (himmelsskeppet) är en slänggunga på 80 meters höjd och en av Nordeuropas högsta karuseller. Den finns på Tivoli i Köpenhamn och öppnade i maj 2006.